# Ramon Coll i Huguet
|  | Per a altres significats, vegeu «Ramon Coll». |

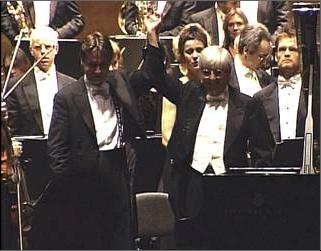
Ramon Coll amb Esa-Pekka Salonen (2002)

Ramon Coll i Huguet (Maó, 22 de desembre de 1941 - Barcelona, 16 de gener de 2023) fou un pianista menorquí.

## Biografia
Va néixer a Maó en el si d'una família de músics. Celebrà el seu primer concert amb orquestra als 11 anys, interpretant el Concert per a piano núm. 1 de Beethoven. Amb 14 anys va acabar els estudis al Conservatori i va obtenir el títol de professor de piano amb les màximes qualificacions. L'any següent va iniciar els estudis de perfeccionament amb Jaume Mas Porcel, deixeble d'Alfred Cortot.
A l'edat de 15 anys interpretà el Concert en La menor per a piano i orquestra de Grieg, col·laborant amb l'Orquestra Simfònica de Palma, sota la batuta del mestre Ekitai Ahn. Amb 17 anys estrenà a Palma el Concert per a mà esquerra de Ravel. Als 18 va obtenir el Segon Premi en el Concurs Internacional "Frederic Chopin" de Valldemossa, el Premi Extraordinari Magda Tagliaferro i el Premi de l'Institut Francès de Barcelona.
L'any 1960 es va traslladar a París per treballar amb Magda Tagliaferro i va ingressar en el Conservatori Nacional Superior de Música de París. Allà va seguir els estudis de perfeccionament durant els següents quatre anys. A París va tenir l'ocasió d'estudiar sota la direcció de professors tan eminents com Vlado Perlemuter (deixeble directe de Ravel) i Lélia Gousseau. L'any 1961 va establir una relació professional amb el gran mestre Joseph Morpain (alumne de Fauré, condeixeble de Ravel i amic íntim de Debussy), del qual va rebre consells pianístics. Aquesta relació li va permetre aprofundir en l'estudi de la música impressionista i entrar en contacte amb les principals figures del moviment. L'any 1964 va obtenir el Primer Premi del Conservatori Nacional Superior de Música de París.
L'any 1968, va ser convidat a dur a terme una sèrie de recitals a la Unió Soviètica, on coneixerà grans pianistes i músics, entre els quals destaca Emil Gilels de qui va rebre consells sobre tècnica i interpretació de la música russa. En aquesta gira de concerts participà amb l'Orquestra Simfònica de la Ràdio, sota la direcció del gran mestre rus Kirill Kondrashin, interpretant el primer concert de Brahms i el concert de Txaikovski. Aquest mateix any va obtenir la Càtedra de Piano del Conservatori Superior Municipal de Música de Barcelona.
Durant aquests anys va oferir un gran nombre de concerts arreu de l'estat espanyol. Enregistrà el seu primer disc, editat per la casa Ensayo, incloent-hi obres de Ravel. Posteriorment, va estrenar Les oiseaux exotiques d'Olivier Messian en el Palau de la Música Catalana amb l'Orquestra Ciutat de Barcelona, sota la direcció de Rafael Ferrer. La temporada de 1971 participà en el Festival de Música de Barcelona, interpretant el segon concert de Béla Bartók en col·laboració amb l'Orquestra Ciutat de Barcelona i sota la direcció d'Enrique García Asensio.
L'any 1972, realitzà una gira de concerts pels Estats Units d'Amèrica, Amèrica del Sud i el Canadà, on també va impartir algunes "Master Class". En aquesta gira va fer el seu debut al Carnegie Hall de Nova York, obtenint grans elogis per part de la crítica americana. Aquest mateix any va establir relació amb el gran pianista Sviatoslav Richter, de qui va rebre consells pianístics i amb qui va tenir l'ocasió de comentar diverses obres impressionistes i dels nacionalistes russos, especialment de Rakhmàninov. L'any següent, es va traslladar a Sevilla per a ocupar la Càtedra de Piano en el Conservatori Superior de Música de Sevilla. A més de la important tasca pedagògica realitzada en aquest conservatori, també va impartir cursos d'interpretació i tècnica pianística.
El 1974 va realitzar diverses gires per Rússia i Polònia, obtenint un gran èxit en totes elles. Aquest va ser un període de gran activitat concertística, tant en l'àmbit nacional com internacional, col·laborant amb nombroses orquestres d'arreu del món. L'any 1985 va ser nomenat acadèmic numerari de la Reial Acadèmia de Belles Arts "Santa Isabel de Hungría" de Sevilla. El mateix any va ser guardonat amb la Insígnia d'Or de la Federació Internacional de Joventuts Musicals en el Teatre Reial de Madrid. Participà com a jurat en nombrosos concursos internacionals en diferents països: Espanya, França, Itàlia i Rússia, entre d'altres.
En 1987 tornà a Barcelona per a ocupar la Càtedra de Piano en el Conservatori Superior de Música del Liceu.
L'any 1989, la seva intensa vida professional es va veure incrementada per la creació d'un Grup de Cambra conjuntament amb els prestigiosos instrumentistes Gonçal Comellas (violí) i Marçal Cervera (violoncel). En aquest període, la formació va mantenir una gran activitat cambrística, interpretant les obres més importants del repertori per a trio.
L'any 1992 va enregistrar a Moscou el Concert per a piano i orquestra núm.2 de Brahms i la Balada de Fauré, juntament amb l'Orquestra Simfònica de Moscou, sota la direcció de Vassily Sinaisky. Aquest mateix any va enregistrar l'obra integral per a piano de Xavier Montsalvatge. L'any 1993 va participar en el Festival Internacional de Sant Petersburg, a Rússia, així com en el Festival "Chopin", a Polònia. Va impartir regularment cursos per a professorat a Madrid i Alacant.
El 1998, en commemoració del centenari de Brahms, va realitzar diversos recitals, alguns d'ells amb Miquel Farré. Va obtenir un gran èxit amb la interpretació de diferents concerts de Mozart, en col·laboració amb l'Orquestra Clàssica de Madrid i l'Orquestra de Cambra de Moscou. En el Curs Acadèmic 1998-99 va reingressar a la Càtedra del Conservatori Municipal Superior de Música de Barcelona.
L'any 2000 va viatjar a Portland, Estats Units, per a interpretar la Rapsòdia sobre un tema de Paganini de Rakhmàninov, acompanyat per l'Orquestra Simfònica de Vancouver, sota la direcció de Salvador Brotons. Va obtenir un gran èxit per part de la crítica i del públic.
Va exercir també com a Cap de Departament de Piano del Conservatori Superior de Música de Palma.
Va estar convidat a participar en el cicle de concerts de Grans Mestres del Piano que organitza l'Auditori de Saragossa. Així mateix, va actuar com a solista, en col·laboració de la London Philharmonia Orchestra, sota la direcció d'Esa-Pekka Salonen, en el concert Magna de cloenda de les celebracions amb motiu dels 600 anys de l'Hospital de la Santa Creu i Sant Pau de Barcelona.
El 2015 li fou concedida la Creu de Sant Jordi "per una trajectòria reconeguda dins i fora de les terres de parla catalana i pel seu virtuosisme, que ha estat acompanyat per una consciència de perfeccionament constant i de recerca".

## Orquestres
Va col·laborar com a pianista solista amb les següents orquestres:
- Orquestra Ciutat de Barcelona
- Orquestra de RTVE
- Orquestra Simfònica del Principal d'Astúries
- Orquestra Simfònica de Ciutat de Palma
- Orquestra Simfònica de Màlaga
- Orquestra Nacional d'Espanya
- Orquestra de la Ràdio de Moscou
- Orquestra Nacional de Nova York
- Orquestra Filharmònica de Rzeszow
- Orquestra Filharmònica de Moscou
- Orquestra de Cambra del "Kremlin"
- Orquestra de Cambra de Moscou
- London Philarmonia Orchestra

## Directors
Va interpretar sota la batuta dels següents directors:
- Kondrashin
- L.Hager
- Antoni Ros Marbá
- A. Natanek
- B. Oledzki
- M. Rachlevsky
- V. Sinaisky
- Enrique García Asensio
- Salvador Brotons
- Maximiano Valdés
- Ekitay Ahn
- Esa-Pekka Salonen

## Festivals
Va participar entre d'altres, en els següents festivals internacionals:
- Festival Internacional de Música de Cambra (Sant Petersburg)
- Festival Chopin de Polònia

## Càtedres de piano ocupades
Va desenvolupar la seva tasca pedagògica com a catedràtic dels següents conservatoris:
- Conservatori Superior de Música de Sevilla
- Conservatori Superior Municipal de Barcelona
- Conservatori Superior de Música del Liceu
- Conservatori Superior de Música de Palma

## Cursos d'interpretació
Va impartir cursos d'interpretació i tècnica pianística i va participar, com a membre del jurat, en els concursos següents:
- Concurs Internacional de Jaén
- Concurs Internacional "Pilar Bayona" de Saragossa
- Concurs Internacional "Expo 92" de Sevilla
- Concurs Internacional "Albert Roussell" a França
- Concurs del Conservatori de Moscou
- Concurs Internacional "Alfred Cortot" a Itàlia
- Concurs Internacional d'Andorra